# Jean Le Cam
Pour les articles homonymes, voir Le Cam.
Jean Le Cam, né le 27 avril 1959 à Quimper (Finistère), est un navigateur et skipper professionnel français.
Il est surnommé le « roi Jean » du fait de son impressionnant palmarès,. Il a notamment remporté trois fois la Solitaire du Figaro.
Lors de son cinquième Vendée Globe en 2020-2021, disputé à 61 ans, il effectue le sauvetage de Kevin Escoffier dans l'Atlantique Sud après que le bateau de ce dernier a coulé, avant de se classer quatrième.
En 2024, à 65 ans, il participe, en doyen de l’épreuve, à son 6e Vendée Globe consécutif, sur un bateau sans foil.

## Biographie

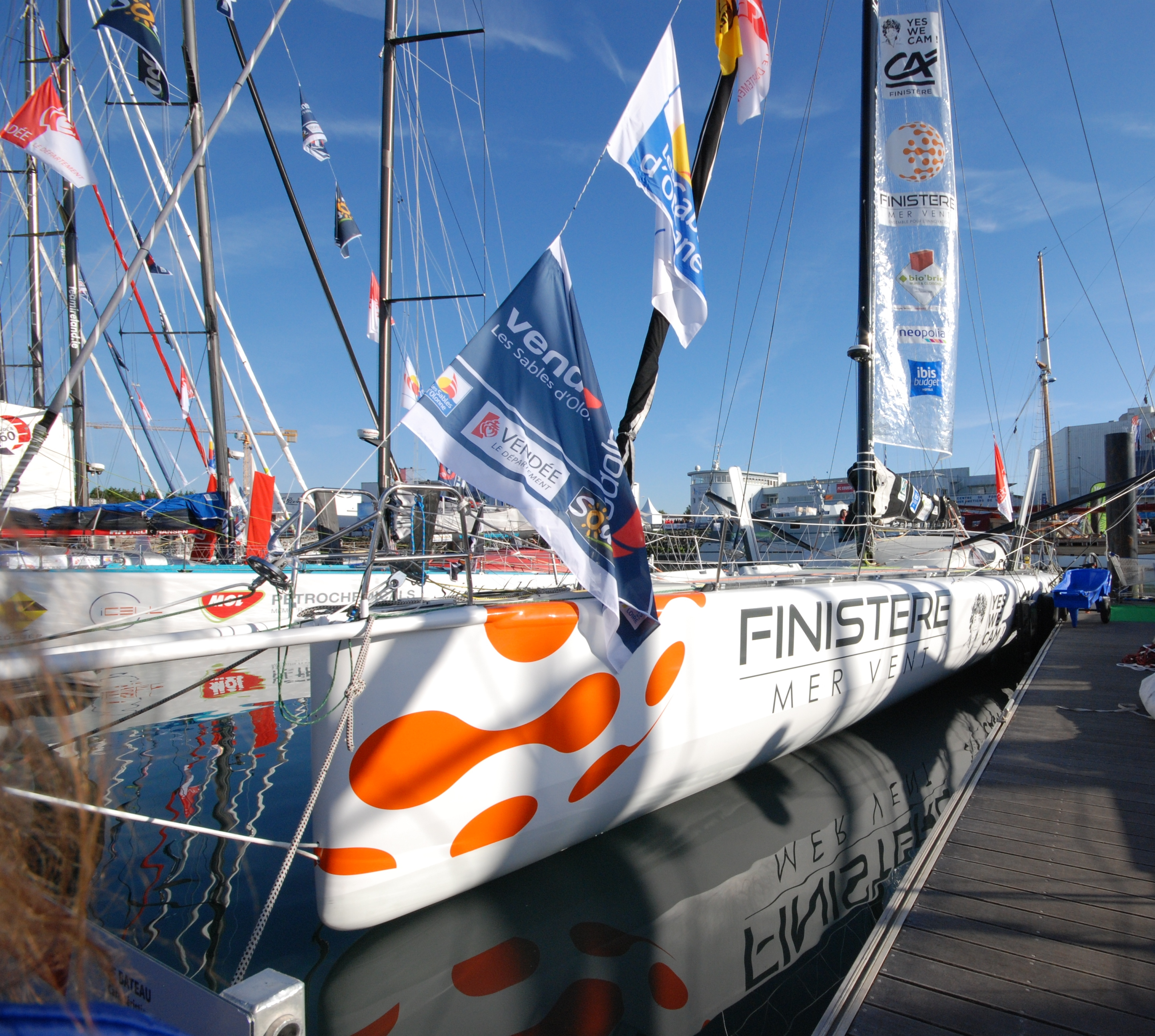
Finistère Mer Vent.

Tout petit déjà, il navigue avec sa mère dans l'archipel des Glénan où il retrouve Jean Kerloc'h, gardien du phare de Penfret, qui l'emmène pêcher sur sa prame, et dans la baie de La Forêt, qui borde Concarneau, avec Hubert Desjoyeaux en 420, puis en Armagnac.
Il fait ses débuts en compétition assez tôt, participant à des régates avec son père à partir de 14 ans. Il effectue son service militaire dans l’équipage d’Éric Tabarly, auprès de qui il est équipier aux côtés de Michel Desjoyeaux.

### Course en solitaire du Figaro
Le Cam fait ses débuts sur la Solitaire du Figaro en 1978, alors qu’il est âgé de 19 ans ; il finit onzième à bord d’un bateau prêté et préparé dans les derniers jours avant le début de la course. Il y participe ensuite régulièrement et s’impose à trois reprises en 1994, 1996 et 1999. Il partage ce triplé avec Philippe Poupon, Michel Desjoyeaux, Jérémie Beyou, Yann Eliès et Armel Le Cléac'h. En 1996, il attend l’arrivée de chacun de ses concurrents pour leur offrir à boire.

### Vendée Globe et IMOCA
| Édition   | Classement | temps                 | Ecart avec le 1er     |
| 2004-2005 | 2e         | 87 j 17 h 20 min 08 s | 07 h 32 min 13 s      |
| 2008-2009 | Abandon    | -                     | -                     |
| 2012-2013 | 5e         | 88 j 00 h 12 min 58 s | 9 j 21 h 56 min 18 s  |
| 2016-2017 | 6e         | 80 j 04 h 41 min 54 s | 6 j 01 h 06 min 08 s  |
| 2020-2021 | 4e         | 80 j 13h 44 min 55 s  | 10 h 00 min 09 s      |
| 2024-2025 | 20e        | 85 j 15 h 51 min 02 s | 20 j 20 h 28 min 13 s |

#### Vendée Globe 2004-2005

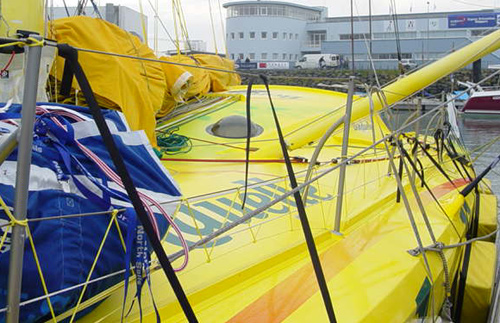
Le 60 pieds IMOCA Bonduelle de Jean Le Cam au départ du Vendée Globe 2004.

Jean Le Cam participe pour la première fois au Vendée Globe en 2004, sur le bateau Bonduelle, mis à l'eau quelques mois auparavant et sur lequel Jean Le Cam et son équipage ont déjà remporté en mai les 1000 miles de Calais. Faisant partie des favoris, il arrive en deuxième position derrière Vincent Riou sur PRB (bateau vainqueur du Vendée Globe 2000-2001 skippé par Michel Desjoyeaux). Au départ de la course, Le Cam et Vincent Riou, révélation de cette édition, sont quasiment bord à bord au large du cap de Bonne-Espérance et tout le long de l'Océan Indien. Le Cam parvient à prendre de l'avance dans l'Océan Pacifique et passe le Cap Horn en tête, avec 250 miles sur Vincent Riou. Il se fait cependant rattraper par Riou dans le retour de l'Atlantique Sud, et Le Cam arrive seulement 7 heures après le premier, au bout d'un périple autour du monde de 41 000 km,.

#### Vendée Globe 2008-2009 naufrage et sauvetage par Vincent Riou (PRB)

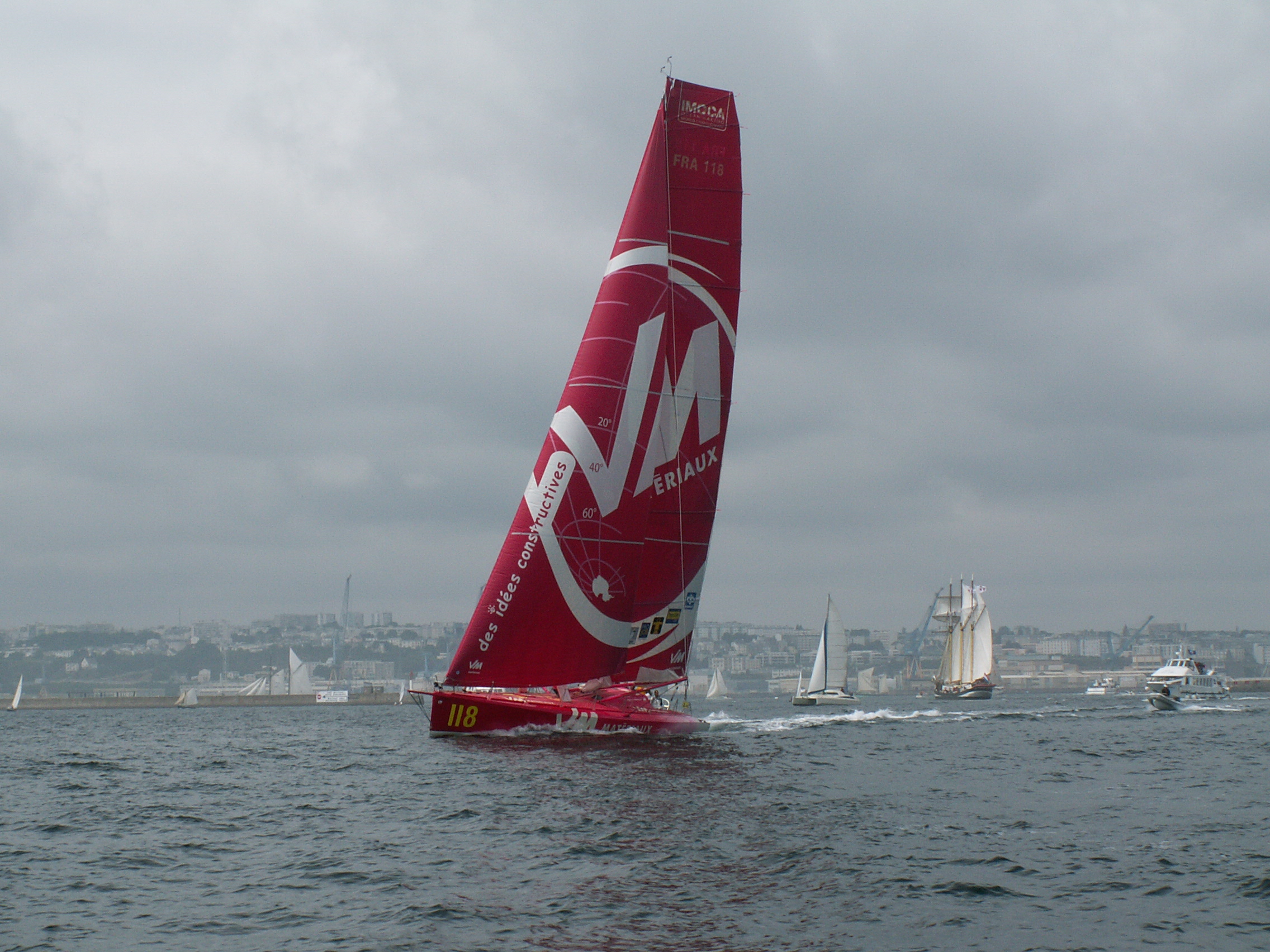
VM Matériaux avec lequel il participait au Vendée Globe 2008.

Quatre ans après sa première participation, Le Cam participe au Vendée Globe 2008-2009 à bord du même voilier qu'à l'édition précédente, rebaptisé VM Matériaux entre-temps. Il se place de nouveau aux avant postes, aux côtés de Roland Jourdain et derrière Michel Desjoyeaux qui domine la course de bout en bout.
Alors que Le Cam est en troisième position à 200 miles du cap Horn, il chavire le 6 janvier 2009 au large du cap Horn après avoir perdu son bulbe de quille. Sans nouvelles de Le Cam après l'alerte de chavirage, la direction de course déroute Armel Le Cleac'h et Vincent Riou afin de localiser l'épave et le skipper. Il est récupéré par Vincent Riou, autre concurrent de la course, qui endommagera son bateau dans la manœuvre. Riou sera contraint d'abandonner le lendemain après un démâtage lié aux dommages. Il sera reclassé 3e pour le récompenser du sauvetage de Jean Le Cam,.

#### Barcelona World Race 2010
Le 31 décembre 2010 il prend part, en compagnie du navigateur espagnol Bruno Garcia, à la deuxième édition de la Barcelona World Race à bord du 60 pieds Président, ex Ecover 3 de Mike Golding. Après dix jours de course, Président, alors en huitième position, démâte au large du Cap Vert et la paire de navigateurs est contrainte à l'abandon.

#### Vendée Globe 2012-2013

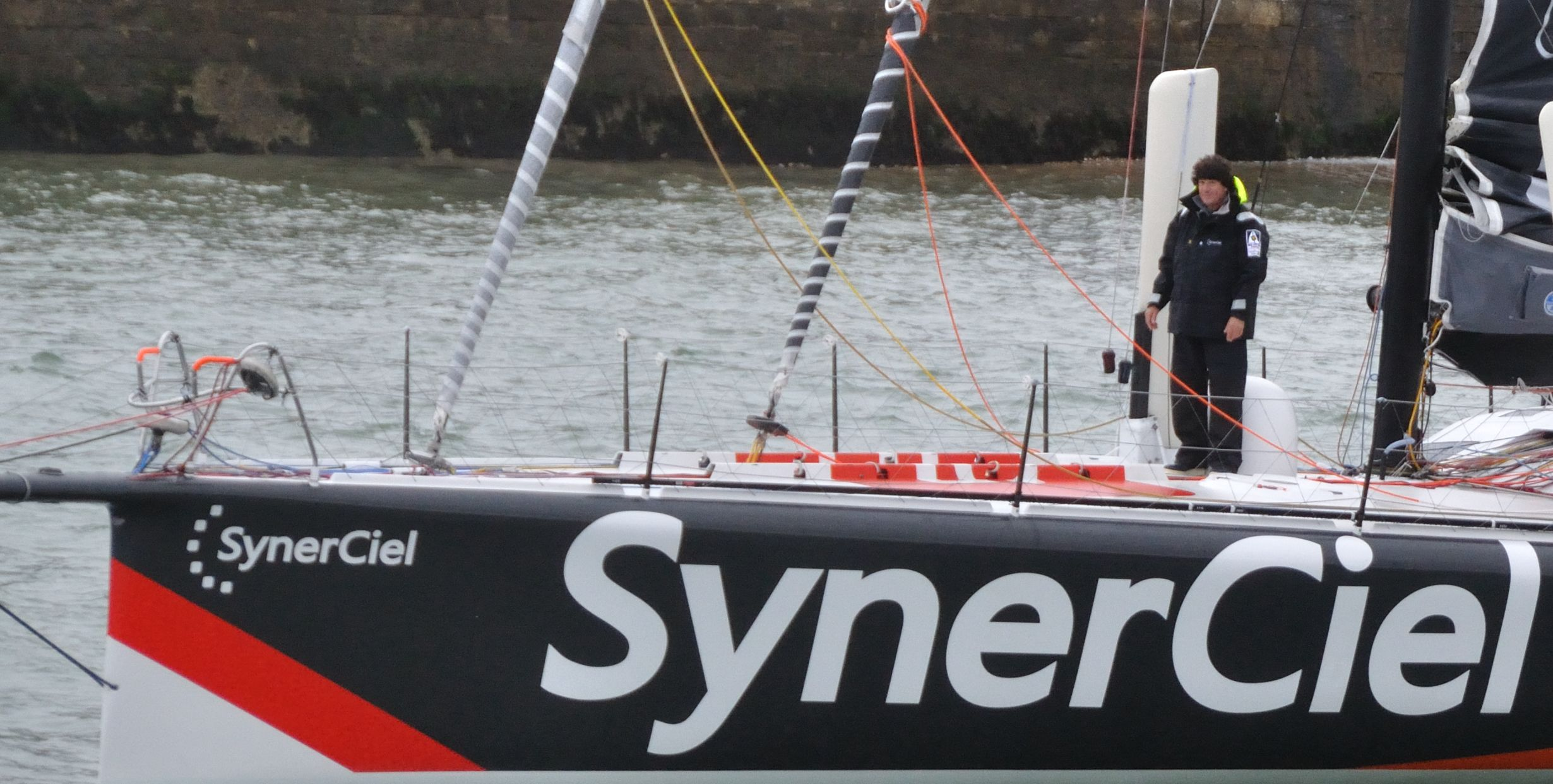
Vendée Globe 2012-2013, Jean Le Cam sur SynerCiel.

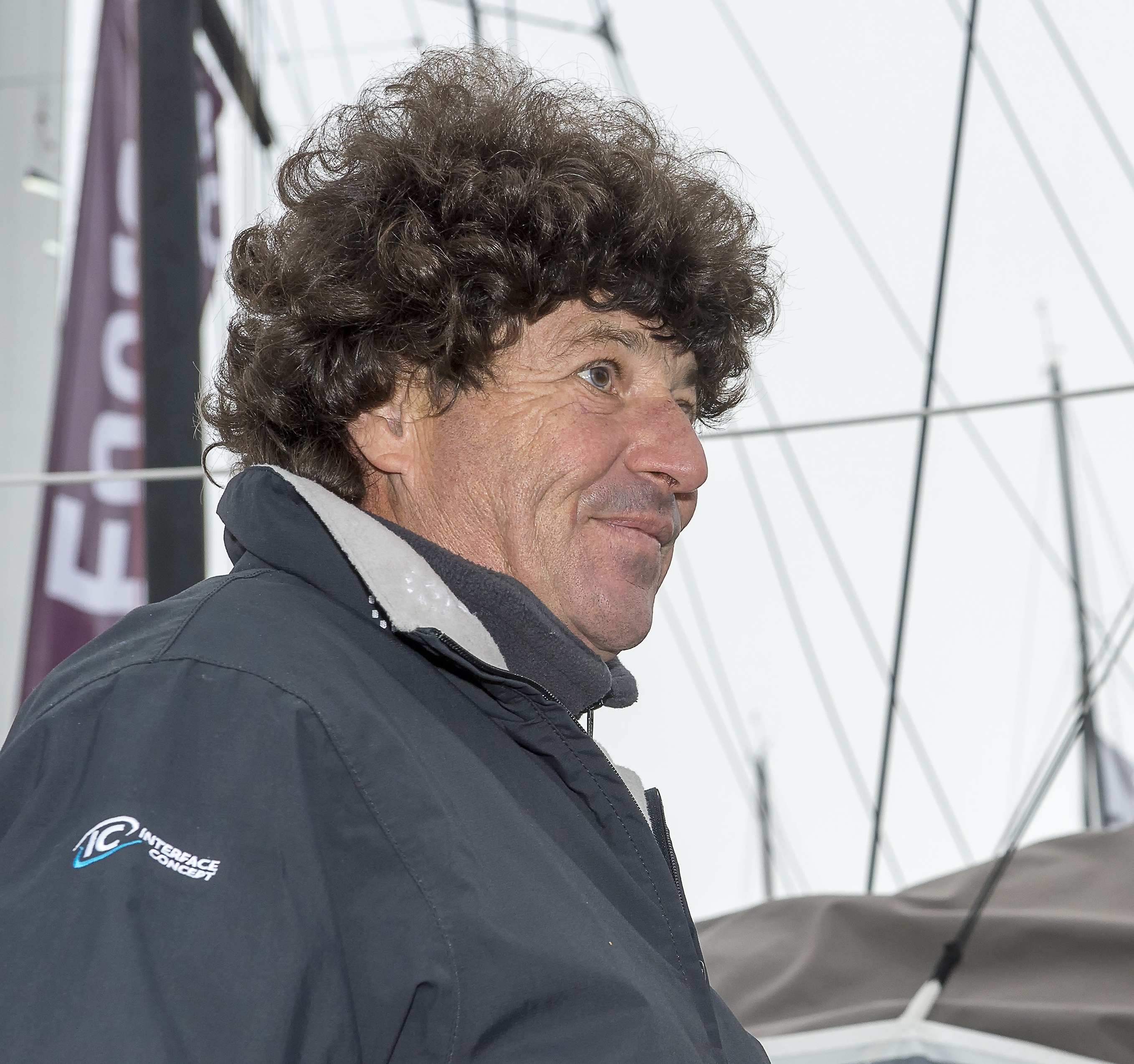
Jean Le Cam au départ du Vendée Globe 2012-2013.

Le 10 février 2012, Jean Le Cam annonce sa participation au Vendée Globe 2012-2013 à bord de l'ancien Gitana Eighty de Loick Peyron, sous les couleurs de son nouveau sponsor, Synerciel. Il termine à la cinquième place de cette édition en 88 jours 12 min 58 s.

#### Transat Jacques Vabre 2013
Il participe à la Transat Jacques Vabre 2013 en compagnie de Vincent Riou à bord du 60 pieds IMOCA PRB (cinquième du nom). Malgré une escale technique d'une heure dans l'archipel du Cap Vert, ils remportent la course en 17 j 0 h 41 min 47 s.

#### Barcelona World Race 2014-2015
Le 31 décembre 2014, il embarque avec le Suisse Bernard Stamm pour la 3e édition de la Barcelona World Race à bord de Cheminées Poujoulat. Le duo franco-suisse remporte la course le 25 mars suivant. Jean Le Cam est titré champion du monde IMOCA pour la seconde fois après son titre en 2006.

#### Vendée Globe 2016-2017

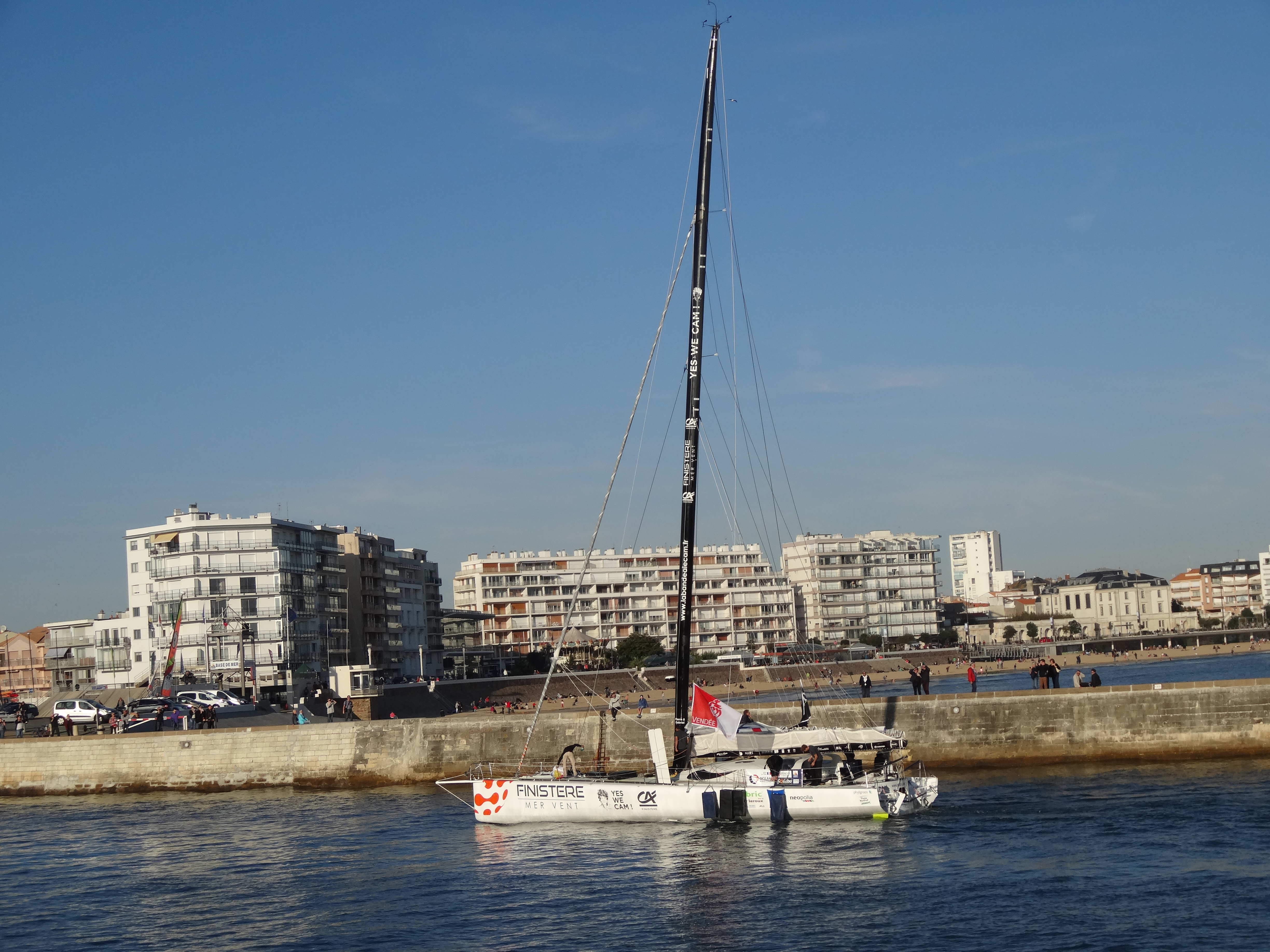
Finistère Mer Vent le bateau de Jean Le Cam arrive aux Sables d'Olonne, quelques jours avant le départ du Vendée Globe 2016-2017.

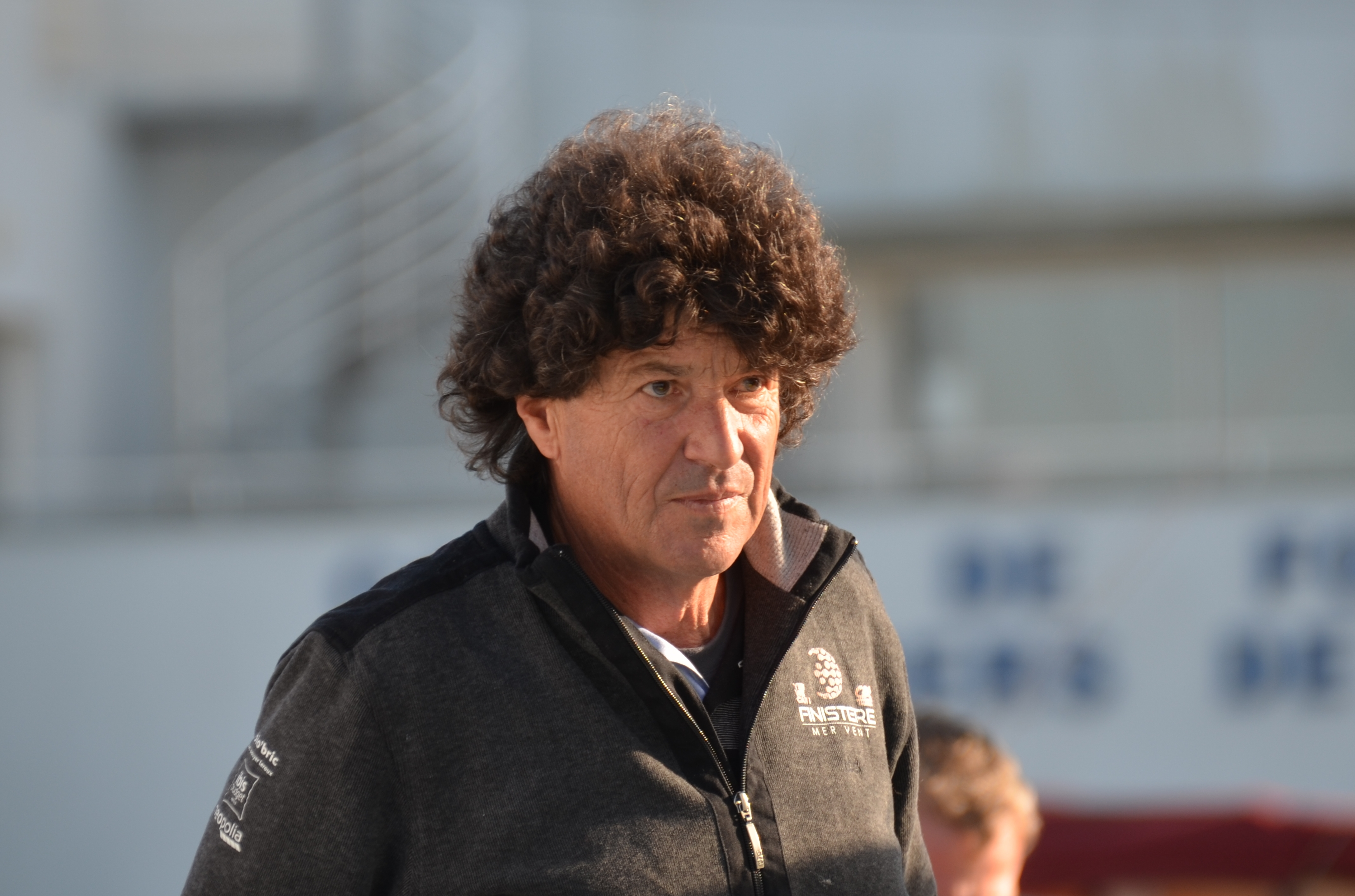
Jean Le Cam au départ du Vendée Globe 2016-2017.

Le 6 novembre 2016, il prend le départ du Vendée Globe 2016-2017 : il arrive à la 6e place le 25 janvier 2017. Pour financer sa participation, il a collecté 367 172 euros auprès de 705 personnes sur la plateforme de crowdfunding KissKissBankBank en juin 2016.

#### Transat Jacques-Vabre 2019
Avec Nicolas Troussel, il participe à la Transat Jacques-Vabre 2019 sous les couleurs de Corum L'Épargne, le partenaire de Troussel, qui fait construire un Corum L'Épargne en vue du Vendée Globe 2020-2021.

#### Vendée Globe 2020-2021
Le Finistérien se lance dans une nouvelle campagne en vue du Vendée Globe 2020-2021 à la barre du même Imoca, tout en aidant Damien Seguin à préparer son premier tour du monde. Le Finistère Mer Vent devient en 2020 Yes We Cam !. Le nom s'inspire du slogan Yes, We Can utilisé par Barack Obama lors de sa campagne présidentielle victorieuse en 2008.
Le 30 novembre, un de ses concurrents, Kevin Escoffier sur PRB, alors en 3e position, déclenche sa balise de détresse à 14 h 46. Jean Le Cam, alors le plus proche, est immédiatement dérouté pour se rapprocher de la dernière position connue du bateau au moment du déclenchement de la balise (40° 55′ S, 9° 18′ E). Jean Le Cam arrive sur zone vers 17 heures. Il aperçoit alors le radeau de survie de PRB, puis son skipper à l'intérieur. Le temps de manœuvrer pour revenir sur le radeau, handicapé par des creux de plus de 5 mètres et la nuit tombante, Jean le Cam a perdu le contact visuel et n’a pas retrouvé le signal de l’AIS dont la portée est réduite en raison de la mer formée. En conséquence, la direction de course demande également à Yannick Bestaven et à Boris Herrmann, puis à Sébastien Simon, de se diriger vers le radeau de survie, organisant un quadrillage de la zone suivant une procédure concertée entre les autres skippers portant secours (voilure réduite, déplombage du moteur) .
Finalement, à 2 h 18 heure française, à 600 milles au sud-ouest du cap de Bonne-Espérance, Jean Le Cam informe la direction de course qu'il a recueilli Kevin Escoffier, sain et sauf, à bord de son bateau. Ce dernier a donc passé près de douze heures dans son radeau de survie. La récupération de Kevin Escoffier par la frégate de la Marine Nationale le Nivôse, qui croise une semaine plus tard au nord des Iles Kerguelen, est effectuée avec succès le 6 décembre, et Yes We Cam ! reprend sa course.
Jean Le Cam franchit la ligne d'arrivée en 8e position le 28 janvier 2021 à 20 h 19, mais est finalement classé 4e, au pied du podium, après application de sa compensation de 16 h 15 pour le sauvetage de Kevin Escoffier. À son arrivée Jean Le Cam déclare avoir « connu l’insoutenable ». C'est avec une côte cassée et une coque « délaminée » que le marin franchit la ligne. Comme les sept marins arrivés avant lui aux Sables d'Olonne (dont le vainqueur Yannick Bestaven grâce à ses 10 h 15 de compensation, et le premier à couper la ligne d'arrivée, Charlie Dalin qui termine 2e), le « Roi Jean » boucle sa circumnavigation en 80 jours, pour l'arrivée la plus serrée dans l'histoire de la course. Arrivé dans le port des Sables d’Olonne, il déclare le 28 janvier 2021 : « J’termine 4, la place du con ! ».
Lors de son interview d'arrivée et sa 4e place accordée après compensation il déclare « J'étais bien 8, les choses ont fait que j'ai fini 4 à la place du con, j'ai soulagé l'éventuel con qui aurait pu être à ma place ! Comme quoi ma générosité n'a pas de limites »,.

#### Vendée Globe 2024-2025

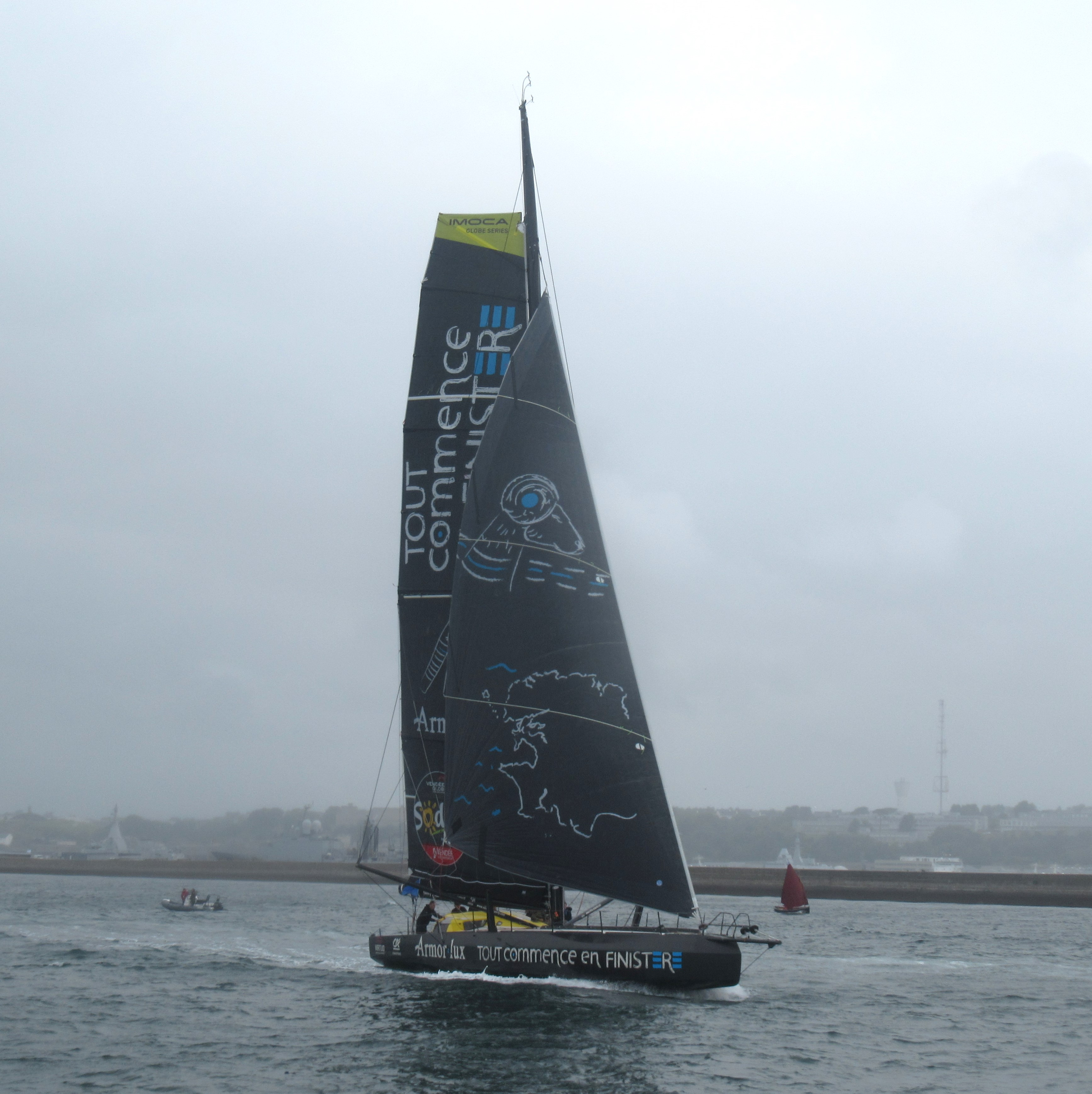
L'Imoca Tout commence en Finistère lors des fêtes maritimes de Brest 2024.

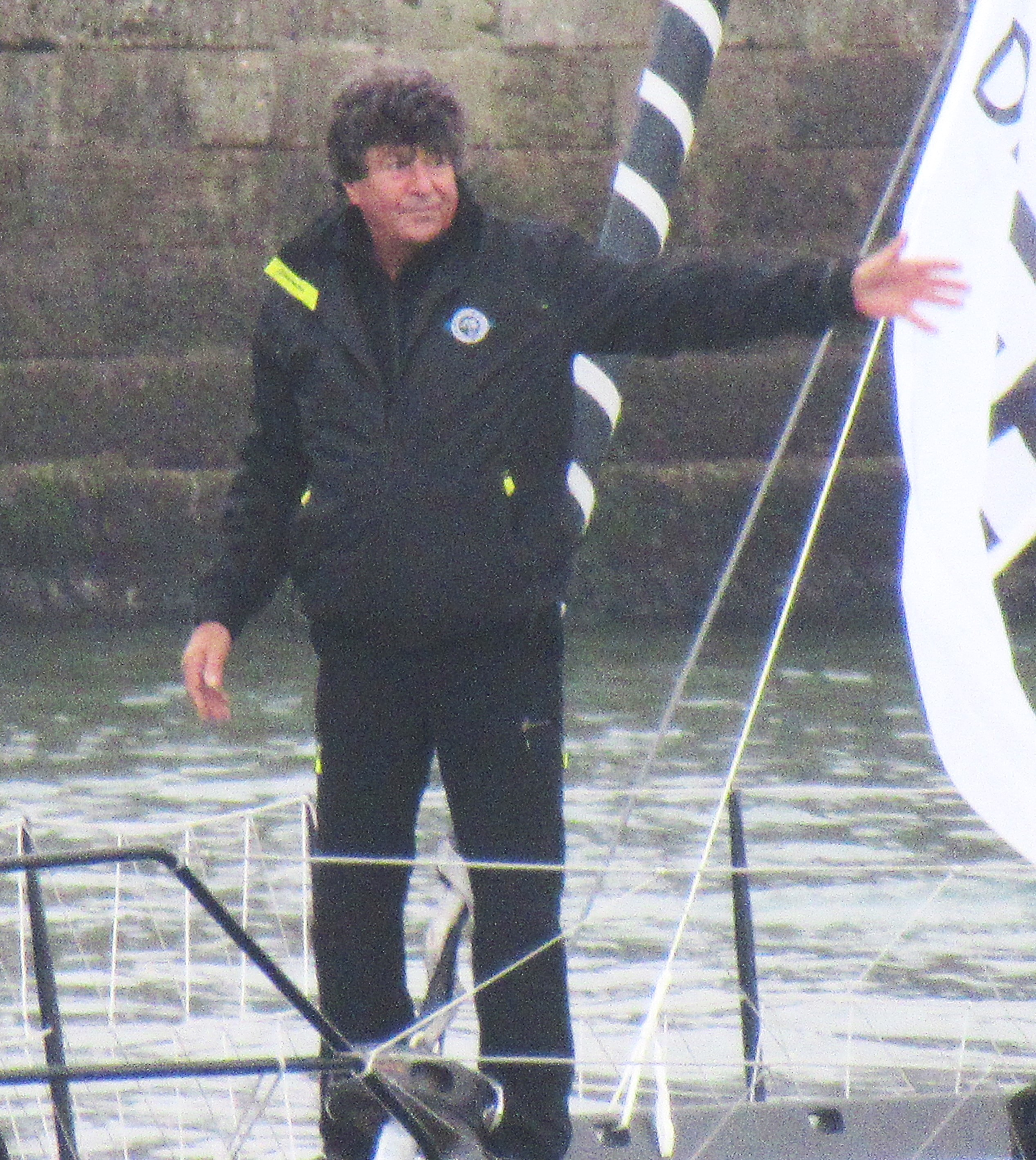
Au départ du Vendée Globe 2024-2025.

Le 30 septembre 2023, Jean Le Cam et son équipe baptisent un nouveau bateau sans foil, Tout commence en Finistère - Armor lux, pour participer à son 6e Vendée Globe. Ce projet portera notamment les valeurs de performance et de solidarité du 1er département maritime de France à travers la course au large. Il sera partagé avec tous les Finistériens mais aussi et surtout avec les enfants de l’Aide sociale à l’enfance (Ase). Ces derniers suivront de manière privilégiée la préparation du bateau, les qualifications et la course. 
Il finit à la vingtième place de cette édition, en 85 jours 15 h 51 min 2 s, battant ainsi le record de cinq Vendée Globe terminés.

### Multicoques
Dans les années 1980, il entame la révolution des multicoques (les « Formule 40 » avec Biscuits-Cantreau).
Le 8 novembre 2009, Jean fait un retour en multicoque lors du départ de la Transat Jacques Vabre. Peu après le départ de la course, le multi 50 Actual que partage avec lui Yves Le Blevec chavire au large de Cherbourg.

## Palmarès
- 1982 :
  - Record de l’Atlantique Nord, Jet Services II (en), équipier de Patrick Morvan
- 1984 :
  - Vainqueur de la Route de la découverte avec Philippe Poupon sur Fleury Michon III
- 1988 :
  - Champion du monde de Formule 40
- 1989 :
  - Champion du monde de Formule 40
- 1991 :
  - Vainqueur de la Course de l’Europe avec Laurent Bourgnon
- 1992 :
  - 5e de la Transat AG2R avec Dominic Vittet sur Mory
- 1993 :
  - Champion de France de course au large en solitaire
- 1994 :
  - Champion de France de course au large en solitaire
  - Vainqueur de la Transat AG2R avec Roland Jourdain sur Sill plein fruit - France III
  - Vainqueur de la Solitaire du Figaro[6]
- 1995 :
  - Champion de France de course au large en solitaire
- 1996 :
  - 2e de la Transat AG2R avec Florence Arthaud sur Guy Cotten - Chattawak
  - Vainqueur de la Solitaire du Figaro
- 1999 :
  - Vainqueur de la Solitaire du Figaro
  - Vainqueur de la Solo Méditerranée (ex Porquerolles Solo)
- 2001 :
  - 4e de la Transat Jacques-Vabre avec Jacques Caraes sur ORMA Bonduelle
  - Vainqueur du Grand Prix d'Italie en équipage (multicoque)
- 2002 :
  - 2e de la Route des Phares (trimaran 60)
- 2003 :
  - 3e du Challenge Mondial Assistance (trimaran 60’)
- 2004 :
- Vainqueur du 1000 Milles de Calais (60’ Imoca)
- 2005 :
  - 3e de la Transat Jacques-Vabre avec Kito de Pavant en classe IMOCA sur Bonduelle
  - 2e du Vendée Globe sur Bonduelle
- 2006 :
  - 2e de la Route du Rhum en classe IMOCA sur VM Matériaux
  - Champion du monde FICO/IMOCA
- 2007 :
  - 3e de la Calais Round Britain Race sur VM Matériaux en équipage
- 2013 :
  - Vainqueur de la Transat Jacques-Vabre avec Vincent Riou en classe IMOCA sur PRB
  - 5e du Vendée Globe sur SynerCiel
- 2015 :
  - Champion du monde IMOCA Ocean Masters 2014-2015
  - Vainqueur de la Barcelona world race avec Bernard Stamm
- 2017 :
  - 6e du Vendée Globe sur Finistère Mer Vent
- 2021 :
  - 4e du Vendée Globe sur Yes we cam[32]
- 2025
  - 20e sur 40 du Vendée Globe 2024-2025 sur Tout commence en Finistère - Armor lux[31]

## Distinctions
- Chevalier de la Légion d'honneur en 2021[33] ;
- Officier de l'ordre du Mérite maritime en 2020[34]; Chevalier en 2013[35] ;
- Prix de la solidarité en 2020[36].

## Publications
- Jean Le Cam, Toutes voiles dehors, Paris, Editions Prolongations, 2009, 175 p. (ISBN 978-2-916400-57-0)
- Jean Le Cam / Jean Louis Le Touzet, Yes we cam, Editions du Seuil, 2021, 170 p.  (ISBN 978-2-02-148378-9)
- Jean Le Cam, « Préface », in Claude Obadia, Petite philosophie du grand large, Paris : Éditions Le Pommier/ Humensis, 2023.  (ISBN 978-2-7465-2681-5)

## Filmographie

### Documentaires
- Les Marins de la vallée des fous d'Yves Legrain Crist, Kanari Films, 2011

### Fiction
- La Vallée des fous de Xavier Beauvois, 2024